# Megaselia brunnea
Megaselia brunnea är en tvåvingeart som först beskrevs av Schmitz 1920.  Megaselia brunnea ingår i släktet Megaselia och familjen puckelflugor. Inga underarter finns listade i Catalogue of Life.